# Lomenice (Těchlovice)
Rybník Lomenice, někdy nazývaný též U hájenky, o rozloze vodní plochy 0,77 ha se nalézá na okraji lesa na severním okraji obce Těchlovice v okrese Hradec Králové. Rybník je využíván pro chov ryb. 
Pod hrází rybníka se v minulosti nalézal vodní mlýn, který byl v poslední čtvrtině 19. století změněn na myslivnu, na III. vojenském mapování je objekt vyobrazen jako myslivna. Na leteckém snímku z roku 1954 již budova myslivny nestojí.

## Galerie

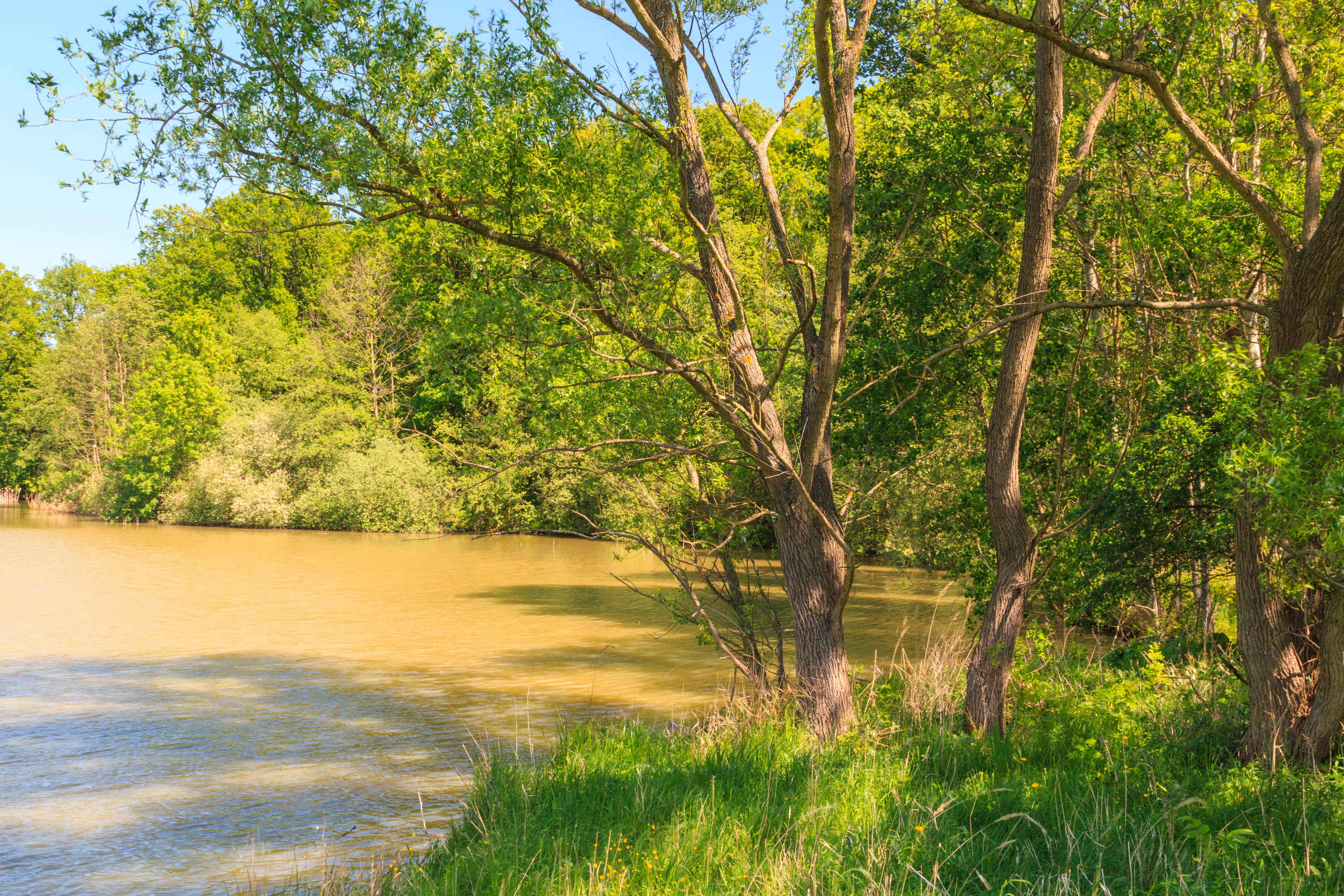
pohled na rybník lomenice u Těchlovic
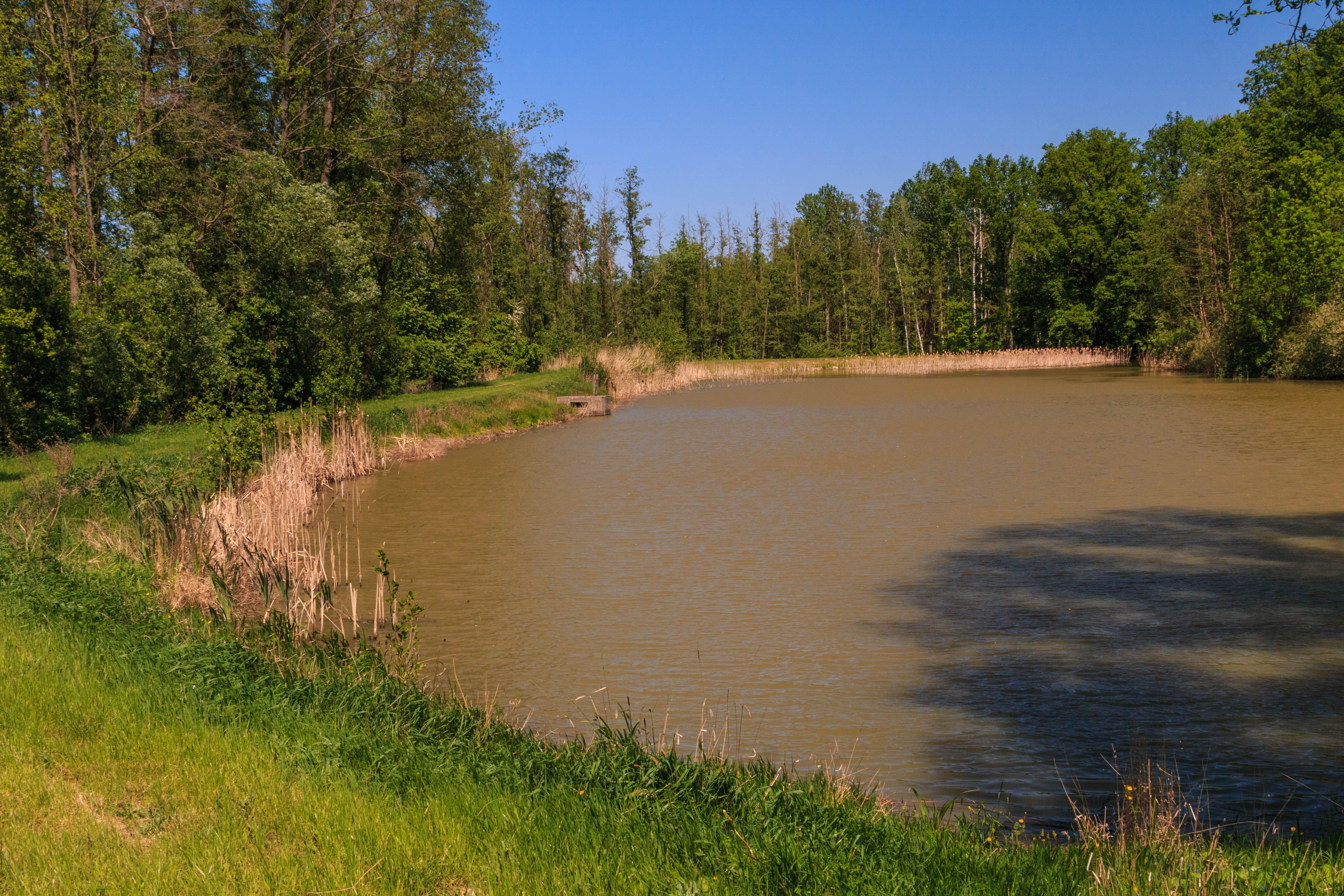
pohled na rybník lomenice u Těchlovic
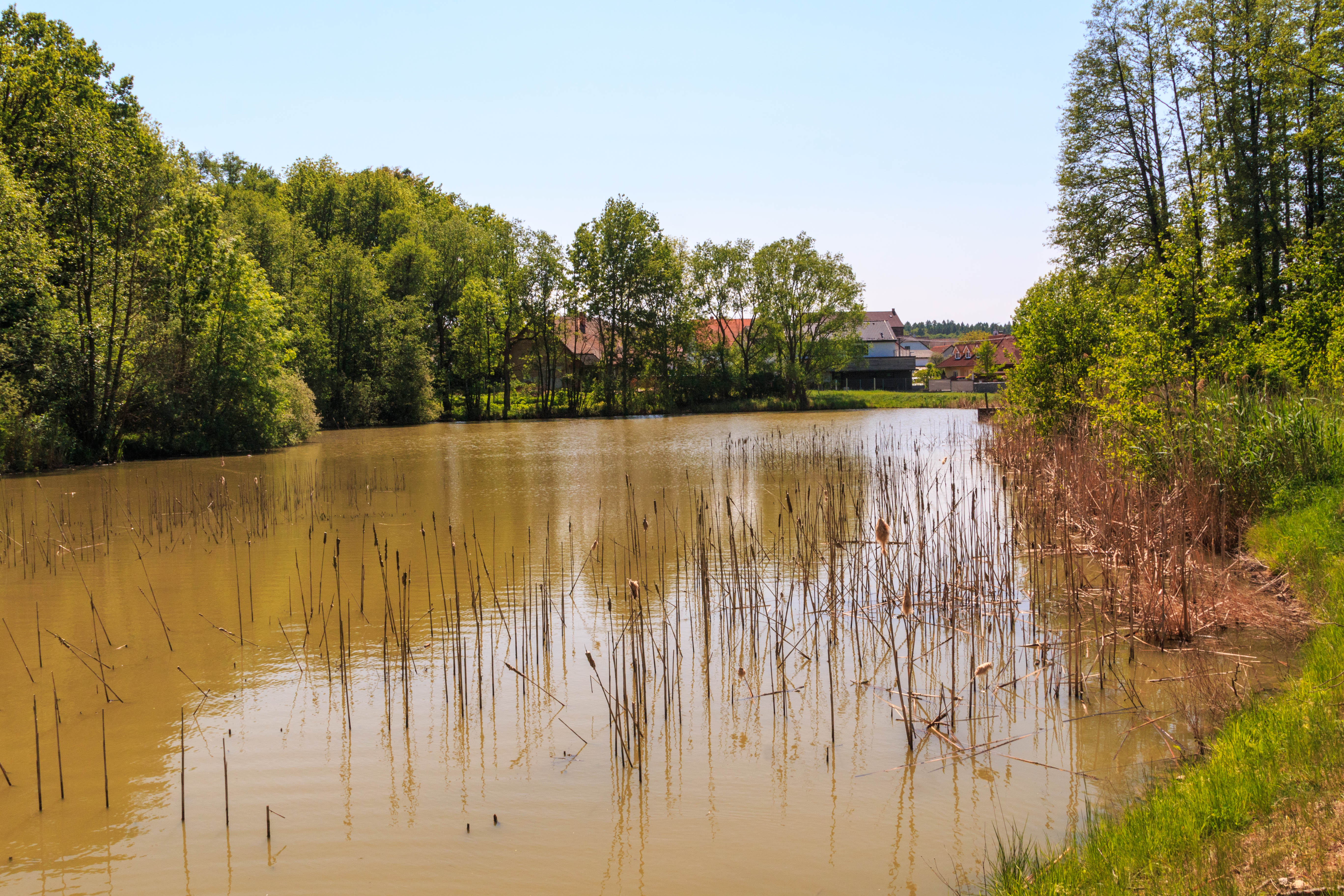
pohled na rybník lomenice u Těchlovic
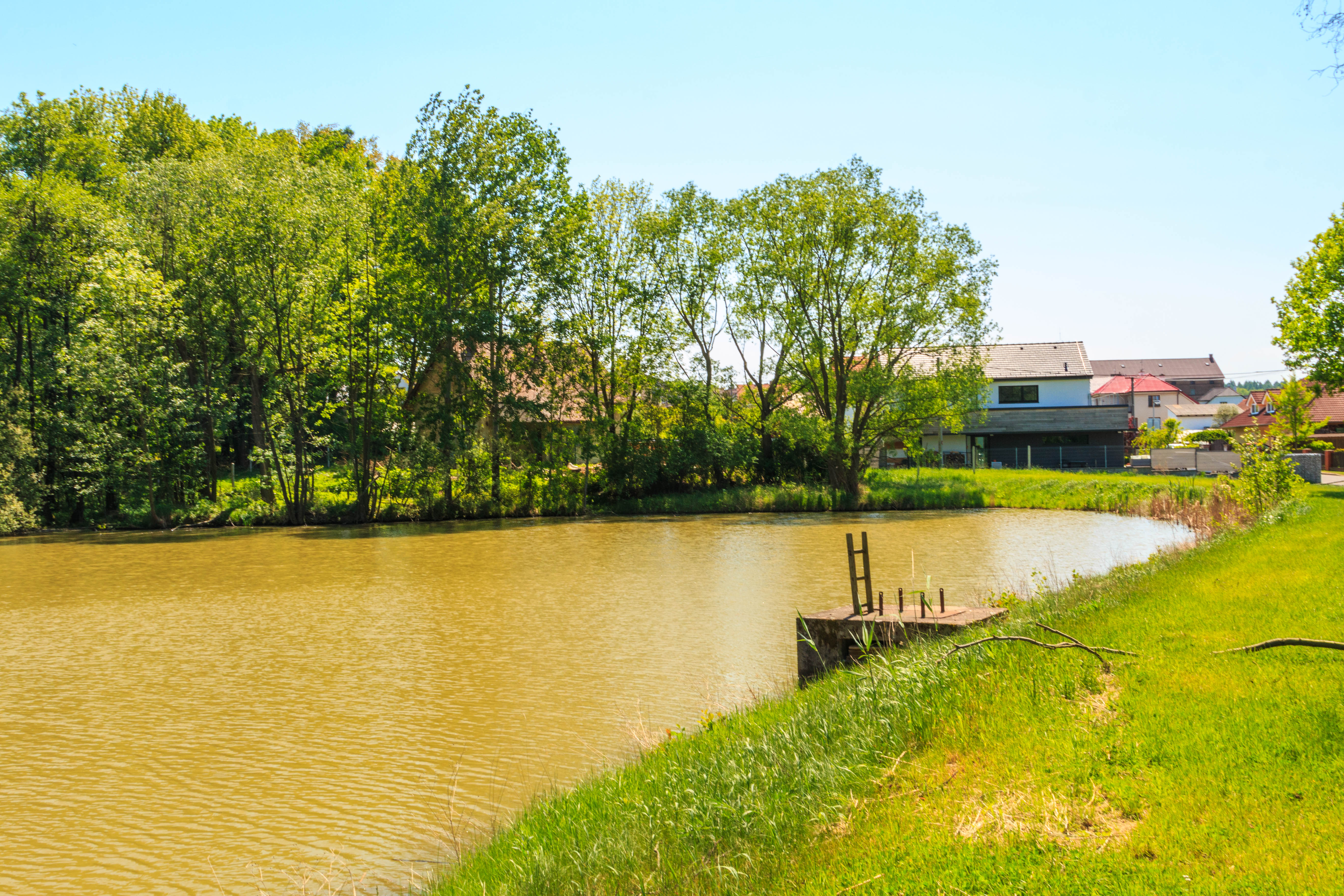
pohled na rybník lomenice u Těchlovic